# Karoethamma en de zee
Karoethamma en de zee is een hoorspel naar de roman Chemmeen (1956) van Thakazhi Sivasankara Pillai. In een radiobewerking van Vera Normand en een vertaling van Frédérice van Faassen zond de NCRV het uit op maandag 15 maart 1965. De regisseur was Ab van Eyk. Het hoorspel duurde 19 minuten.

## Rolbezetting
- Bep Westerduin (Karoethamma)
- Hans Karsenbarg (Parikoeti)
- Tine Medema (Tsjakki)
- Huib Orizand (Tsjemban)
- Donald de Marcas (Ferajoedan)
- Louis de Bree (Atjankoenjoe)
- Paul van der Lek (Ramamoepan)
- Han König (Amat)
- Johan Wolder (Palani)
- Maarten Kapteijn (Oessef)
- Hans Veerman (verteller)

## Inhoud
Dit verhaal speelt zich af in een gemeenschap van vissers en een van de thema’s is een geloof dat leeft in die gemeenschap:  dat de veilige terugkeer van een visser wordt bepaald door de trouw van zijn vrouw die aan land op hem wacht. Daardoorheen gevlochten is de mythe van de "zee-moeder", de vernielster en behoedster van de gemeenschap. Karoethamma is de dochter van een arme visser. Ze is verliefd op een visverkoper, Parikoeti, die haar ambitieuze vader helpt om een boot en netten te kopen. In ruil belooft de vader zijn vangst op krediet aan hem te verkopen. Van zodra hij echter de boot heeft, verbreekt hij zijn overeenkomst en vraagt Parikoeti contant geld voor de vis. Maanden later ontmoet de vader een jonge visser, Palani, en huwelijkt Karoetthamma aan hem uit. Palani betrouwt zijn vrouw niettegenstaande geruchten dat ze hem ontrouw is. Zijn vertrouwen in haar wordt bevestigd door het feit dat hij telkens veilig terugkeert. Op een dag zijn Parikoeti en Karoethamma samen op het strand, terwijl Palani het op zee hard te verduren heeft om een grote vis binnen te halen…